# Seeon (Lengdorf)

Seeon

Seeon ist ein Gemeindeteil der Gemeinde Lengdorf im Landkreis Erding in Oberbayern.

## Geografie
Die Einöde liegt vier Kilometer nördlich von Lengdorf entfernt. 200 Meter südwestlich entspringt die Große Vils.

## Verkehr
Der Bahnhof Thann-Matzbach liegt vier Kilometer südlich. Die Bundesautobahn 94 verläuft sechs Kilometer südlich.